# Sida arboae
Sida arboae är en malvaväxtart som beskrevs av Antonio Krapovickas. Sida arboae ingår i släktet sammetsmalvor, och familjen malvaväxter. Inga underarter finns listade i Catalogue of Life.